# دفتر الخطوط (برنامج)
دفتر الخطوط أو فونت بوك (بالإنجليزية: Font Book)‏ هو برنامج إدارة الخطوط [الإنجليزية] مِن آبل، يستخدمهُ المُستخدم لتثبيت خطوط الكتابة والبحث عنها وتنظيمها وتنشيطها وإلغاء تنشيطها. أصدرتهُ آبل لنظام التشغيل «ماك أو إس» الخاص بها، وأُصدر لأول مرة كمِيزة جديدة مع نظام ماك أو إس إكس 10.3 (ماك أو إس إكس بانثر) في عام 2003م.
يُستخدم البرنامج بشكلٍ أساسي لإدارة خطوط الكتابة [الإنجليزية]، ويُمكن أيضًا استخدامه لمعاينة الخطوط وطباعة عيناتٍ منها، وتوجد مجموعات الخطوط التي يقوم المُستخدم بإنشائها في قائمة الخطوط أو نافذة الخطوط، ويمكن أن تُنقل للعديد من التطبيقات، مثل مايكروسوفت وورد وبريد أبل وتيكست إديت.

## انظُر أيضًا
- ماك أو إس إكس 10.3
- برنامج إدارة الخطوط [الإنجليزية]

## وصلات خارجيَّة
- الموقع الرسمي